# Jean Rousset
Pour les articles homonymes, voir Rousset.
Jean Rousset (né le 20 février 1910 à Genève où il meurt le 15 septembre 2002) est un critique littéraire suisse dont les recherches ont touché plus particulièrement la poésie et la littérature baroque. De 1953 à 1976, il a enseigné la littérature française à l'université de Genève.

## Biographie
Il obtient deux licences à l'Université de Genève, en droit en (1932)  puis, après avoir suivi les cours d'Albert Thibaudet et Marcel Raymond, en lettres en  (1938). De 1938 à 1943, il est lecteur de français en Allemagne, aux universités de Halle et de Munich. Après un séjour à Paris, il soutient en 1953 à Genève sa thèse de doctorat, La Littérature de l'âge baroque en France : Circé et le paon. De cette date à 1976, il enseigne la littérature française à la Faculté des lettres de l'Université de Genève.

## Œuvre
Jean Rousset s'est attaché à faire redécouvrir la poésie baroque française à travers de savantes anthologies ainsi que par ses nombreux travaux, parmi lesquels plusieurs ouvrages publiés principalement chez José Corti.
Sa thèse sur la littérature française de l'époque baroque a connu un immense succès. Il a été parmi les premiers à utiliser le terme de « baroque » — qui jusque-là avait été utilisé uniquement en histoire de l'art — en littérature. En suivant l'analyse de l'historien de l'art Heinrich Wölfflin, Rousset s'est, entre autres, intéressé aux thèmes de l'inconstance et de la métamorphose, à l'œuvre dans les textes baroques de la première moitié du XVIIe siècle, ou encore à un personnage tel que le Dom Juan de Molière. Il est revenu aux mêmes sujets dans L'Intérieur et l'extérieur : essais sur la poésie et le théâtre au XVIIe siècle.
Dans Forme et signification, il a exploré de nouvelles voies de la critique littéraire; Jacques Derrida en a parlé comme un des ouvrages principaux du premier Structuralisme. En prenant des distances de l'approche phénoménologique de ses amis et collègues  Georges Poulet et Jean-Pierre Richard, Rousset s'est plutôt concentré sur les éléments formels, comme la structure narrative, pour déterminer la signification d'une œuvre. Il a approfondi cette approche dans Narcisse romancier : essai sur la première personne dans le roman (où il analyse le rôle de la narration à la première personne dans les romans) et dans Le Lecteur intime. Son travail de cette période présente plusieurs points en commun avec celui de Gérard Genette.
Ses travaux ultérieurs ont suivi une approche  moins structuraliste. Son ouvrage Leurs yeux se rencontrèrent : la scène de première vue dans le roman analyse le topos de l'amour à première vue dans les romans. Son dernier ouvrage, Dernier regard sur le baroque, dresse une évaluation finale de la théorie et des débats théoriques sur l'époque baroque.
Il a appartenu à ce qu'on appelle l'« École de Genève » de critique littéraire.

## Ouvrages
- Jean de La Ceppède, choix de textes, G.L.M., 1947.
- Andreas Gryphius, choix de textes et traduction, G.L.M., 1949.
- La Littérature de l'âge baroque en France. Circé et le Paon, Paris, José Corti, 1953, 312 p.
- Anthologie de la poésie baroque française, choix de textes et présentation, Paris, Armand Colin, 1961, 2 vol.; puis Paris, José Corti, 1988, 2 tomes, 285 p. + 340 p.
- Forme et Signification. Essais sur les structures littéraires de Corneille à Claudel, Paris, José Corti, 1962, XXVI-200 p.
- L'Intérieur et l'Extérieur. Essais sur la poésie et sur le théâtre au XVIIe siècle, Paris, José Corti, 1968, 277 p.
- Narcisse romancier. Essai sur la première personne dans le roman, Paris, José Corti, 1973, 159 p.
- Le Mythe de Don Juan, Paris, Armand Colin, 1978, 255 p.
- Leurs yeux se rencontrèrent. La scène de première vue dans le roman, Paris, José Corti, 1981, 216 p.
- Le Lecteur intime. De Balzac au Journal, Paris, José Corti, 1986, 220 p.
- Passages, échanges et transpositions, Paris, José Corti, 1990, 229 p.
- Dernier regard sur le baroque, Paris, José Corti, 1998, 185 p.

## Distinctions
- 1995 : Docteur honoris causa en langues et littératures étrangères, université « Ca' Foscari » de Venise[2].
- 1983 :  Prix de la Ville de Genève et prix de la Fondation Adolphe Neuman[3].

Comme tous les lauréats du Prix de la Ville de Genève, Jean Rousset est enseveli au cimetière des Rois à Plainpalais.
Il était membre de l'Académie royale de langue et de littérature françaises de Belgique et de l'Accademia dei Lincei.